# Ernest Chuard
Pour les articles homonymes, voir Chuard.
Ne doit pas être confondu avec Ernest Rubattel-Chuard.
Ernest Chuard, né le 31 juillet 1857 à Corcelles-près-Payerne et mort le 9 novembre 1942 à Lausanne, est une personnalité politique vaudoise, membre du Parti radical-démocratique. Il fut en particulier conseiller fédéral de 1920 à 1928.

## Biographie
Ernest Chuard est le fils de Jean-Louis Chuard et de Suzane Rapin. Il fait ses études secondaires au collège de Payerne, puis entre à l'école industrielle cantonale et obtient un diplôme d'ingénieur chimiste de la faculté technique de l'académie de Lausanne. Il poursuit ses études à la faculté des sciences de Lausanne et à l'université de Wurtzbourg (1879-1880).
Il entame, en 1880, une carrière active de professeur et de chercheur ; il enseigne la physique à l'école industrielle (1882), la chimie au gymnase cantonal (1884-1899) et à l'école cantonale d'agriculture, l'histoire et la chimie à l'école de pharmacie (1882). Il est professeur extraordinaire de chimie à l'académie de Lausanne et assure le décanat de la faculté des sciences (1894-1896). Cofondateur, en 1906, de la fédération laitière vaudoise-fribourgeoise, il préside la société vaudoise d'agriculture et de viticulture, ainsi que la fédération romande des sociétés d'agriculture. Il publie de nombreuses études scientifiques, rédige la Revue agricole et collabore à la Chronique agricole dont il est l'un des cofondateurs.
Sur le plan politique, Ernest Chuard siège quelques années au conseil communal de Lausanne qu'il préside en 1894, puis au conseil national dès le 20 janvier 1907. Il entre, deux ans plus tard, au Conseil d'État vaudois où il se voit attribuer le département de l'instruction publique et des cultes, puis le département de l'agriculture, de l'industrie et du commerce (1917). Il est élu, malgré lui, au Conseil fédéral le 11 décembre 1919 (48e conseiller fédéral de l'histoire[réf. nécessaire]), et devient président de la Confédération le 13 décembre 1923. Il démissionne à la fin de l'année 1928.
Ernest Chuard décède des suites d'une crise cardiaque le 9 novembre 1942 à Lausanne.

## Sources
- « Ernest Chuard », sur la base de données des personnalités vaudoises sur la plateforme « Patrinum » de la Bibliothèque cantonale et universitaire de Lausanne.
- Urs Altermatt, Conseil fédéral : dictionnaire biographique des cent premiers conseillers fédéraux, Yens, 1993
- Nicole Chuard, Au Grand-Chemin : photographies, Golion, 2003
- référence mentionnée de Patrie suisse, 1912, no 495, p. 221
- photographie F. de Jongh, Lausanne Patrie suisse, (A. B.) 1920, no 686, p. 2-3
- F. Porchet, Ernest Chuard, ancien président de la Confédération suisse : 1857-1942 In: Actes de la Société helvétique des sciences naturelles (Aarau), (1943), p. 297-304
- par Jocelyn Rochat, Ernest Chuard : le conseiller fédéral malgré lui, in: Revue suisse d'histoire. - Bâle. - Vol. 39 (1989), n° 2, p. 171-188